# کهنه قلعه خرمان
کهنه قلعه خرمان مربوط به سده‌های میانه دوران‌های تاریخی پس از اسلام است و در شهرستان شاهرود، بخش بسطام، دهستان خرقان، روستای خرقان واقع شده و این اثر در تاریخ ۲۶ اسفند ۱۳۸۶ با شمارهٔ ثبت ۲۲۱۶۵ به‌عنوان یکی از آثار ملی ایران به ثبت رسیده است.